# ماجد أبو رمضان
ماجد عوني محمد أبو رمضان (23 نوفمبر 1955 في غزة – ) هو طبيب عيون فلسطيني، عمل رئيسًا لبلدية غزة بين عامي 2005 و2008. يشغل منذ مارس 2024 منصب وزير وزارة الصحة ضمن حكومة محمد مصطفى.

## حياته الشخصية
وُلد أبو رمضان في مدينة غزة عام 1955 إبان الإدارة المصرية لقطاع غزة.
كان والده عوني أبو رمضان أستاذًا ورجل أعمال في غزة وأحد أعضاء المجلس التشريعي في قطاع غزة المنتخب عام 1962 وأحد أعضاء مجلس بلدي غزة. شغل شقيقه محمد أبو رمضان منصب وزير دولة لشؤون التخطيط في حكومات سلام فياض الثالثة، ورامي الحمد الله الأولى والثانية بين عامي 2012 و2014، ويشغل حاليًا رئيس مجلس إدارة مجلس تنظيم قطاع المياه وتشغل شقيقته هناء أبو رمضان منصب القنصل العام لدولة فلسطين في إسطنبول.
في يناير 2023، انتخب شقيقه عائد أبو رمضان رئيسًا لغرفة غزة التجارية الصناعية الزراعية.

## التحصيل العلمي والحياة العملية
حصل على درجة البكالوريوس في الطب من جامعة عين شمس عام 1980. صار عضوًا في الكلية الملكية للجراحين في إدنبرة، وعضوًا في الكلية الملكية لأطباء العيون في المملكة المتحدة عام 1990.
عمل أبو رمضان طبيبًا في مجمع الشفاء الطبي بين عامي 1981 و1987، وطبيبًا للعيون في مستشفى مقاطعة لينكولن بالمملكة المتحدة بين عامي 1987 و1991.
بدأ العمل لدى وزارة الصحة عام 1992 واستمر حتى عام 2007.
ترأس جمعية طب العيون الفلسطينية عام 1997.
تولى رئاسة بلدية غزة بين عامي 2005 و2008 وكان في ذات الوقت رئيسًا للاتحاد الفلسطيني للهيئات المحلية ابتداءً من عام 2006 وحتى 2012. كما انتخب رئيسًا لمجلس إدارة مصلحة مياه بلديات الساحل في قطاع غزة. وهو أحد أعضاء مجلس إدارة مستشفى سانت جون للعيون في القدس.
مُنح في يناير 2018، وسام القديس يوحنا من رتبة فارس.
في 4 أغسطس 2018، عُين عضوًا في مجلس أمناء جامعة الأزهر في غزة. لاحقًا انتخب رئيسًا للجنة العلاقات الدولية والإعلام داخل المجلس.
مكث في قطاع غزة حوالي 70 يومًا خلال الحرب الفلسطينية الإسرائيلية عام 2023–2024.
في 28 مارس 2024، اعتمد الرئيس محمود عباس التشكيلة الوزارية للحكومة الفلسطينية التاسعة عشرة التي يرأسها محمد مصطفى ومنحها الثقة. وفي 31 مارس 2024، أدى أبو رمضان اليمين القانونية عن بُعد وزيرًا لوزارة الصحة.